# Xenocracy
Xenocracy est un jeu vidéo de combat spatial développé par Simis Limited et édité par Grolier Interactive, sorti en 1998 sur Windows et PlayStation.

## Contexte et système de jeu
Xenocracy est un mélange entre un simulateur de combat spatial et un jeu de stratégie politique. Dans un avenir lointain, quatre superpuissances planétaires (le Dominion Terrestre, la Ligue de Mercure, l'Alliance de Vénus et le Consortium de Mars) se disputent le contrôle du système solaire et sont au bord d'une "guerre thermostellaire" totale. En tant que commandant de l'escadron de chasseurs de maintien de la paix des Nations Unies Planétaires, votre rôle est de préserver l'équilibre et d'empêcher la guerre froide et les conflits localisés de dégénérer en hostilités interplanétaires ouvertes. Pour compliquer encore la situation, vous devez faire face aux pirates et à une menace extraterrestre imminente.

## Accueil
- GameStar : 71 % (PC)[1]
- Joypad : 2/10 (PS)[2]